# La caméra explore le temps
La caméra explore le temps est une série télévisée française en 47 épisodes (dont seuls 38 épisodes ont survécu) de 60 à 162 minutes, tournés en noir et blanc et en partie en direct, créée par Stellio Lorenzi, André Castelot, Alain Decaux  et Michelle O'Glor et diffusée entre le 14 septembre 1957 et le 29 mars 1966 sur RTF Télévision, devenue la première chaîne de l'ORTF. 
La série avait pour intention de récréer les événements historiques.

## Synopsis
Cette anthologie, dont le propos est la reconstitution d'événements historiques, fait suite aux Énigmes de l'histoire.
La rédaction des scénarios est confiée aux historiens André Castelot et Alain Decaux, Stellio Lorenzi se chargeant de la réalisation.
Le 29 mars 1966 à 20 h 30 est diffusé le second épisode des Cathares. Cela met fin à neuf ans d'émission, dont l'arrêt avait été décidé en 1965 par l'ORTF à la demande d'Alain Peyrefitte qui voulait sanctionner Stellio Lorenzi, syndicaliste, membre du Parti communiste français, qui avait participé activement à la grève des réalisateurs de l'ORTF.

## Fiche technique
- Producteurs : Stellio Lorenzi, André Castelot et Alain Decaux
- Montage : Jean-Claude Huguet
- Photographie : Roger Dormoy, Nicolas Hayer, Jacques Lemare, Georges Leclerc, René Mathelin, Marcel Weiss, Roger Arrignon, Albert Schimel, Maurice Barry, Jacques Manier, Henri Alekan et Marc Fossard
- Décors : Marcel-Louis Dieulot
- Costumes : Monique Dunan, Anne-Marie Marchand, Claude Catulle, Monique Plotin
- Origine :  France
- Langue : Français Mono
- Image : Noir et blanc
- Ratio : 1.37:1

## Distribution
De nombreux comédiens ont fait partie de la distribution de cette série parmi lesquels :
- Louis Arbessier – Le consul de Toulouse
- Pierre Asso – L'évêque Foulques
- Pascale Audret – Marie Stuart
- Claudine Auger
- Jacques Balutin – Le second gendarme
- Jean-Pierre Bernard – Dolinof
- Jean Bertho – Larivière
- Michel Bouquet – Charles 1er
- Berthe Bovy
- Marcel Bozzuffi – Thiers
- Anne Caprile – Joséphine de Beauharnais
- Roger Carel – Cadoudal
- Jacques Castelot – Decazes
- Marc Cassot – Drouet
- Jean-Roger Caussimon – Colbert
- Marcel Charvey – Le colonel Danvignes
- François Chaumette – Cromwell
- Françoise Christophe – Duchesse de Berry
- Francis Claude – Henri IV
- René Clermont
- Roger Crouzet – Guiraud
- Pierre Debauche – Le jésuite
- Georges Descrières – Le Duc d'Enghien
- Bernard Dhéran
- Annie Ducaux – Marie-Antoinette
- Françoise Fabian – Mata-Hari
- Jacques Ferrière – Danton
- Martine Ferrière – Jeanne
- Bernard Fresson – Boudet
- Claude Gensac – L'impératrice Marie-Louise
- Jean-Pierre Kérien – Grand maréchal Bertrand
- Guy Kerner – Apponyi
- René Lefèvre
- Alain MacMoy – Fréron
- François Maistre – Hébert
- Denis Manuel – Raymond VII
- Jean-Pierre Marielle – Le roi Louis XIII
- Maria Mauban – Herminie
- Pierre Mondy – M. de Lavalette
- Jacques Monod – Gilles Aycelin
- Henri Nassiet – L'évêque cathare Marty
- Jean Négroni – Robespierre
- Alain Nobis – Guy de Levis
- Gisèle Pascal – La reine Marie-Antoinette
- Raymond Pellegrin – Napoléon
- Michel Piccoli – Koenigsmark
- Jean-François Poron – L'Aiglon adolescent et jeune homme
- Perrette Pradier – La contesse Vetsera
- Georges Riquier – Jeannin
- Jean Rochefort – Chauveau-Lagarde
- Viviane Romance
- William Sabatier – Collot d'Herbois
- Hervé Sand – Guy de Montfort
- Jean Topart – Le duc de Praslin
- Pierre Vaneck – De la Villiröuet / Rudolf de Habsburg
- Cécile Vassort – Louise Danton
- Robert Vattier – Bernstoff

## Épisodes
Les liens renvoient aux titres ou aux personnages et événements liés.

### Saison 1 (1957-1958)
1. Marie Walewska (avec Anne Caprile & William Sabatier)
2. Le Sacrifice de Madame de Lavalette (avec Pierre Mondy)
3. Kaspar Hauser, l'orphelin de l'Europe (avec Georges Wilson)
4. Le Mystérieux Enlèvement du sénateur Clément de Ris (avec Blanchette Brunoy)
5. L'Exécution du duc d'Enghien (avec Anne Caprile & Georges Descrières)
6. L'Étrange Mort de Paul-Louis Courier (avec Paul Frankeur)

### Saison 2 (1958-1959)
1. La Mort de Marie-Antoinette (avec Michel Bouquet)
2. Il y a quarante ans… (avec Pierre Fresnay)
3. L'Énigme de Pise (avec Michel Piccoli)
4. Le Véritable Aiglon (avec Claude Gensac)
5. La Dernière Nuit de Kœnigsmark (avec Marie Dubois et Michel Piccoli)

### Saison 3 (1959-1960)
1. La Citoyenne de Villirouet (avec Paulette Dubost, affaire liée au Directoire)
2. Le Drame des poisons (avec François Maistre)
3. Le Duc d'Epernon et Jeannin chez la reine Margot (Épisode perdu seul demeure un court extrait d'une minute à l'INA)
4. Qui a tué Henri IV ? ou L'Énigme Ravaillac (avec François Chaumette)
5. La Nuit de Varennes (avec Eléonore Hirt)

### Saison 4 (1960-1961)
1. L'Assassinat du duc de Guise (avec Judith Magre)
2. L'Énigme de Saint-Leu (avec Georges Géret)
3. Les Templiers (avec Jean Rochefort et Jean-Pierre Marielle)
4. Le Drame de Sainte-Hélène (avec Raymond Pellegrin)

### Saison 5 (1961-1962)
1. L'Aventure de la duchesse de Berry (avec Marcel Bozzuffi)
2. Le Meurtre de Pierre III (avec Nadine Alari)
3. L'Affaire du collier de la reine (avec Anne Caprile & Giselle Pascal)
4. Le Meurtre de Henry Darnley ou La Double Passion de Marie Stuart (avec Roger Coggio)

### Saison 6 (1962-1963)
1. Un crime sous Louis-Philippe
2. La Conjuration de Cinq-Mars
3. L'Affaire Calas
4. La Conspiration du général Malet
5. La Vérité sur l'affaire du courrier de Lyon - 1re époque
6. La Vérité sur l'affaire du courrier de Lyon - 2e époque

### Saison 7 (1963-1964)
1. Le Procès et la mort de Charles Ier
2. Mata Hari
3. Le Mystère de Choisy
4. Le Drame de Mayerling

### Saison 8 (1964-1965)
1. La Terreur et la Vertu : Danton
2. La Terreur et la Vertu : Robespierre
3. L'Affaire Ledru (avocat, défenseur de plusieurs régicides dont Louis Alibaud)

### Saison 9 (1966)
1. Les Cathares : La croisade
2. Les Cathares : L'Inquisition

## DVD
18 épisodes sont sortis chez LCJ Éditions et Productions :
- La Caméra explore le temps : Le Sacrifice de Madame de Lavalette sorti en DVD Keep Case le 16 avril 2007 au format 1.33:1 en français sans sous-titres et sans suppléments[4].
- La Caméra explore le temps : La Mort de Marie-Antoinette sorti en DVD Keep Case le 28 août 2005 au format 1.33:1 en français sans sous-titres avec en suppléments les biographies d'André Castelot, Alain Decaux et Marie-Antoinette[5].
- La Caméra explore le temps : Le Véritable Aiglon sorti en DVD Keep Case le 22 septembre 2005 au format 1.33:1 en français sans sous-titres et sans suppléments[6].
- La Caméra explore le temps : Qui a tué Henri IV ? sorti en DVD Keep Case le 28 août 2006 au format 1.33:1 en français sans sous-titres et sans suppléments[7].
- La Caméra explore le temps : L'Assassinat du duc de Guise sorti en DVD Keep Case le 22 juin 2007 au format 1.33:1 en français sans sous-titres et sans suppléments[8].
- La Caméra explore le temps : L'énigme de Saint-Leu sorti en DVD Keep Case le 24 juin 2004 au format 1.33:1 en français sans sous-titres avec en supplément des notes sur le prince de Condé[9].
- La Caméra explore le temps : Les Templiers sorti en DVD Keep Case le 26 mai 2003 au format 1.33:1 en français sans sous-titres avec en suppléments des biographies[10].
- La Caméra explore le temps : Le Drame de Saint Hélène / La vérité sur l'affaire du courrier de Lyon, 1re époque / La vérité sur l'affaire du courrier de Lyon, 2e époque sortis en boitier 2 DVD Keep Case le 1er septembre 2003 au format 1.33:1 en français sans sous-titres et sans suppléments[11].
- La Caméra explore le temps : La Conjuration de Cinq-Mars sorti en DVD Keep Case le 24 juin 2004 au format 1.33:1 en français sans sous-titres avec en supplément des notes sur Cinq-Mars[12].
- La Caméra explore le temps : L'Affaire Calas sorti en DVD Keep Case le 28 août 2006 au format 1.33:1 en français sans sous-titres avec en supplément un documentaire sur Voltaire et L'Affaire Jean Calas[13].
- La Caméra explore le temps : La Conspiration du général Malet sorti en DVD Keep Case le 22 juin 2007 au format 1.33:1 en français sans sous-titres et sans suppléments[14].
- La Caméra explore le temps : La Terreur et la vertu : Danton sorti en DVD Keep Case le 9 février 2004 au format 1.33:1 en français sans sous-titres et sans suppléments[15].
- La Caméra explore le temps : La Terreur et la vertu : Robespierre sorti en DVD Keep Case le 9 février 2004 au format 1.33:1 en français sans sous-titres avec en suppléments des biographies[16].
- La Caméra explore le temps : Les Cathares (La Croisade) / Les Cathares (L'inquisition) sortis en boitier 2 DVD Keep Case le 24 juin 2004 au format 1.33:1 en français sans sous-titres avec en suppléments un documentaire sur les Châteaux Cathares et des biographies[17].
- La Caméra explore le temps : L'Affaire du Collier de la Reine sorti en DVD Keep Case le 24 juin 2004 au format 1.33:1 en français sans sous-titres et sans suppléments[18].

L'éditeur Elephant Films a publié l'intégrale de la série en neuf volumes :
- La Caméra explore le temps Volume 1 5 DVD est sorti le 21 septembre 2016 au format 1.33:1 en français sans sous-titres avec des bonus exclusifs pour cette édition avec la participation de Franck Ferrand (Anecdotes sur l'émission par son mentor Alain Decaux - Actualisation des sujets abordés pour chaque épisode). Ce premier volume contient les épisodes 1 à 5 : Marie Walewska - Le Sacrifice de Madame de Lavalette - L'orphelin de l'Europe - Le mystérieux enlèvement du sénateur Clément de Ris - L'exécution du Duc d'Enghien[19].

- La Caméra explore le temps Volume 2 5 DVD est sorti le 23 novembre 2016 au format 1.33:1 en français sans sous-titres avec une présentation de Franck Ferrand comme pour le premier volume. Ce second volume contient les épisodes 6 à 10 : L'étrange mort de Paul-Louis Courier - La Mort de Marie-Antoinette - Il y a quarante ans... Novembre 1918 - L'énigme de Pise - Le Véritable Aiglon[20].

- La Caméra explore le temps Volume 3 4 DVD est sorti le 18 janvier 2017 au format 1.33:1 en français sans sous-titres toujours présenté par Frank Ferrand. Ce troisième volume contient les épisodes 11 à 14 : La dernière nuit de Koenigsmark - Citoyenne Villirouet - Le drame des poisons - Qui a tué Henri IV[21] ?

- La Caméra explore le temps Volume 4 4 DVD est sorti le 15 mars 2017 au format 1.33:1 en français sans sous-titres avec des bonus présentés par Frank Ferrand. Ce quatrième volume contient les épisodes 15 à 18 : La nuit de Varennes - L'assassinat du Duc de Guise - L'énigme de Saint-Leu - Les Templiers[22].

- La Caméra explore le temps Volume 5 4 DVD est sorti le 31 mai 2017 au format 1.33:1 en français sans sous-titres avec des bonus présentés par Frank Ferrand. Ce cinquième volume contient les épisodes 19 à 22 : Le drame de Sainte-Hélène - L'aventure de la duchesse de Berry - Le meurtre de Pierre III - L'affaire du collier de la reine[23].

- La Caméra explore le temps Volume 6 4 DVD est sorti le 23 août 2017 au format 1.33:1 en français sans sous-titre avec des bonus présentés par Frank Ferrand. Ce sixième volume contient les épisodes 24 à 27 : Le Meurtre de Henry Darnley - Un Crime sous Louis-Philippe - La Conjuration de Cinq-Mars - L'Affaire Calas ASIN B072FJHWRB

- La Caméra explore le temps Volume 7 4 DVD est sorti le 25 octobre 2017 au format 1.33:1 en français sans sous-titre avec des bonus présentés par Frank Ferrand. Ce septième volume contient les épisodes 28 à 31 : La Conspiration du Général Malet - La Vérité sur L'Affaire du Courrier de Lyon, première partie - La Vérité sur L'Affaire du Courrier de Lyon, deuxième partie - Le Procès de Charles 1er ASIN B073X7JP2D
- La Caméra explore le temps Volume 8 4 DVD est sorti le 17 janvier 2018 au format 1.33:1 en français sans sous-titre avec des bonus présentés par Frank Ferrand. Ce huitième volume contient les épisodes 32 à 35 : Mata Hari - Le Mystère de Choisy - Le Drame de Mayerling - La Terreur et la vertu : Danton ASIN B076TDDTZT
- La Caméra explore le temps Volume 9 4 DVD est sorti le 16 mai 2018 au format 1.33:1 en français sans sous-titre avec des bonus présentés par Frank Ferrand. Ce neuvième et dernier volume contient les épisodes 36 à 39 : La Terreur et la vertu : Robespierre - L'Affaire Ledru - Les Cathares : La croisade - Les Cathares : L'Inquisition ASIN B079V95WZ6